# Sărăturile Jijia Inferioară - Prut
Sărăturile Jijia Inferioară - Prut este o arie protejată (arie specială de conservare — SAC, sit de importanță comunitară — SCI) din România, desemnată în scopul protejării biodiversității și menținerii într-o stare de conservare favorabilă a florei spontane și faunei sălbatice, precum și a habitatelor naturale de interes comunitar aflate în arealul zonei de protecție. Aceasta se întinde pe o suprafață de 10.667,1 ha, integral pe uscat.

## Localizare
Situl Sărăturile Jijia Inferioară - Prut se întinde pe teritoriile administrative ale comunelor Andrieșeni, Gropnița, Țigănași, Movileni, Popricani, Probota, Trifești, Victoria și Vlădeni din județul Iași. Centrul acestuia este situat la coordonatele 47°19′26″N 27°25′23″E / 47.323864°N 27.422964°E.

## Înființare
Situl Sărăturile Jijia Inferioară - Prut (ROSCI0222) a fost declarat sit de importanță comunitară în decembrie 2007 pentru a proteja 6 specii de animale. Acesta include rezervația naturală Balta Teiva Vișina.

## Biodiversitate
Situată în ecoregiunea continentală, aria protejată conține 6 habitate naturale: Stepe și mlaștini sărate panonice, Lacuri eutrofice naturale cu vegetație de tip Magnopotamion sau Hydrocharition, Râuri cu maluri nămoloase cu vegetație de Chenopodion rubri p.p. și Bidention p.p., Fânețe de joasă altitudine (Alopecurus pratensis, Sanguisorba officinalis), Salicornia și alte specii anuale care populează regiunile mlăștinoase și nisipoase, Liziere de ierburi înalte hidrofile de câmpie și de nivel montan până la alpin.
La baza desemnării sitului se află mai multe specii protejate:
- amfibieni (2): buhai de baltă cu burtă roșie (Bombina bombina), triton cu creastă (Triturus cristatus)
- mamifere (1): popândău (Spermophilus citellus)
- nevertebrate (1): Arytrura musculus
- pești (1): Cobitis taenia Complex
- reptile (1): țestoasa de baltă (Emys orbicularis)

Pe lângă speciile protejate, pe teritoriul sitului au mai fost identificate 2 specii de plante.